# Christopher Logue
Christopher Logue (Portsmouth, 23 de noviembre de 1926 - Londres, 2 de diciembre de 2011) fue un poeta, narrador, guionista, dramaturgo, memorialista, traductor y actor británico.
Era un artista polifacético que también combinó jazz y poesía, escritura y dirigir obres, que actuó con Ken Loach y que en los años 1960 escribió novelas porno para ganarse la vida. Durante su servicio militar en Palestina hizo un negocio ilegal de vals y en 1945 un tribunal militar lo condenó a una pena de prisión de 16 meses. Era un pacifista militante, del grupo Committee of 100 contra el armamento nuclear, de Bertrand Russell. Ya en 1958 participó en una de las primeras manifestaciones contra la bomba nuclear británica. Después de una manifestación a Parliament Square en 1961 fue condenado a un mes de prisión. Durante el juicio, dijo al juez: «Me he manifestado para salvar vuestra vida, pero, al escuchar lo que acabas de decir, concluyo que este fin no justifica los medios».
Fue famoso por sus poesías políticas y por su interpretación moderna de la Ilíada con el título War Music, de la que el primer volumen (de cinco) apareció en 1981.
Murió en Londres el 12 de diciembre de 2011.

## Obras destacadas
Libros
- War Music, 5 volúmenes, de 1981 a 2005, nueva interpretación de la Iliada,[6][7] una «impactante y muy recomendable paráfrasis de la Ilíada,[8] una «auténtica obra maestra de la poesía anglosajona moderna».[1]
- Prince Charming: A Memoir (1999), autobiografía
- Cold Calls
- Abecedary

Discos
- Selected Poems tomo 1 y 2, Audiologue, 2012

Interpretaciones
- El cantautor Donovan compuso la música para el poema Be not to hard, que Joan Baez interpretó en su álbum Joan (1967) y que fue utilizado en la película Poor Cow de Ken Loach.

## Reconocimiento
- Comandante del Orden del Imperio Británico (2007)[1]
- Premio Griffin de Poesía por Cold Calls (2005)[5]